# هجوم دالوري 2016
هجوم دالوري 2016 هو هجوم إرهابي وقع في يوم السبت 30 يناير 2016، استهدف قرية دالوري القريبة من مايدوغوري، شمال شرق نيجيريا. قتل في الهجوم 85 شخصا على الأقل.

## خلفية
تقع قرية دالوري قرب مخيم للمهجرين اضطروا للهرب من بوكو حرام التي انضمت إلى تنظيم الدولة الإسلامية. تعرضت مايدوغوري التي يناهز عدد سكانها 2.6 مليون نسمة، تهجر 1.6 مليون منهم كما تقول تقارير الأمم المتحدة لعدد كبير من الاعتداءات في الأشهر الأخيرة التي سبقت الحادثة. ظهرت بوكو حرام في هذه المدينة في عام 2002، ثم بدأت في 2006 تمردًا أسفر عن أكثر من 17 ألف قتيل في نيجيريا، و2.6 مليون مهجر، وحاول المتمردون مرارًا استعادة مايدوغوري بعد طردهم منها قبل ثلاث سنوات. أفاد تعداد لوكالة فرانس برس عن قتل بوكو حرام أكثر من 1.700 شخص منذ تولي الرئيس محمد بخاري مهامه في شهر أيار 2015. في رسالة وجهها بمناسبة رأس السنة هنأ بخاري الجيش على ابطاء حركة التمرد بشكل كبير مضيفًا أنه ما زال ينبغي فعل الكثير على المستوى الامني. كما شن المتمردون النيجيريون في الأشهر الاخيرة هجمات في المناطق الحدودية في أراضي الكاميرون وتشاد المجاورين، ولمكافحة المتمردين قررت الدول الأربع المشاطئة للبحيرة أي نيجيريا والكاميرون وتشاد والنيجر إضافة إلى بنين تشكيل قوة تدخل مشتركة متعددة الجنسيات قوامها 8.700 عنصر من الجيش والشرطة والمدنيين. ووعد ممثلون عن المجتمع الدولي في لقاء في مقر الاتحاد الأفريقي في أديس أبابا بتخصيص 250 مليون دولار لتمويل هذه القوة لمكافحة الحركة المتشددة.

## الهجوم
هاجم عناصر يعتقد أنهم ينتمون إلى مجموعة بوكو حرام، قرية دالوري التي تبعد عشرة كيلومترات عن مايدوغوري، عاصمة ولاية بورنو، مساء السبت، واطلقوا النار على الناس ثم احرقوا القرية، وقال شهود إن المهاجمين اقتحموا القرية وهم يستقلون دراجات نارية وشاحنات وكانوا يرتدون الزي العسكري. وكانت الحصيلة الأولية بلغت خمسين قتيلا، ثم ارتفعت إلى ست وثمانون قتيلًا. أعلن مفوض الصحة في ولاية بورنو الطبيب هارونة مشيليا أن 65 جثة بالإجمال أودعت المستشفى، و10 أخرى أودعت المستشفى الجامعي في مايدوغوري و10 أخرى دفنت يوم الأحد في المقبرة العامة في دالوري.